# Аліабад (Гакімабад)
Аліабад (перс. علي اباد) — село в Ірані, у дегестані Гакімабад, у Центральному бахші, шахрестані Зарандіє остану Марказі. За даними перепису 2006 року, його населення становило 0 осіб, що проживали у складі 0 сімей.

## Клімат
Середня річна температура становить 14,40 °C, середня максимальна – 33,44 °C, а середня мінімальна – -7,60 °C. Середня річна кількість опадів – 266 мм.
| Клімат поселення                              | Клімат поселення | Клімат поселення | Клімат поселення | Клімат поселення | Клімат поселення | Клімат поселення | Клімат поселення | Клімат поселення | Клімат поселення | Клімат поселення | Клімат поселення | Клімат поселення | Клімат поселення |
| Показник                                      | Січ.             | Лют.             | Бер.             | Квіт.            | Трав.            | Черв.            | Лип.             | Серп.            | Вер.             | Жовт.            | Лист.            | Груд.            |                  |
| Середній максимум, °C                         | 9,40             | 11,35            | 16,32            | 22,66            | 27,04            | 32,32            | 33,44            | 32,32            | 28,20            | 22,42            | 15,98            | 9,72             |                  |
| Середня температура, °C                       | 0,90             | 2,86             | 7,81             | 14,15            | 18,55            | 23,82            | 27,22            | 26,10            | 21,98            | 16,18            | 9,76             | 3,50             |                  |
| Середній мінімум, °C                          | −7,6             | −5,64            | −0,68            | 5,65             | 10,05            | 15,31            | 21,00            | 19,89            | 15,76            | 9,97             | 3,54             | −2,72            |                  |
| Норма опадів, мм                              | 36               | 36               | 48               | 34               | 25               | 4                | 2                | 1                | 1                | 15               | 26               | 38               |                  |
| Середньомісячна швидкість вітру, м/с          | 1.84             | 2.15             | 3.24             | 3.45             | 3.12             | 2.91             | 3.07             | 2.82             | 2.49             | 2.34             | 1.85             | 1.92             |                  |
| Середньомісячна сонячна радіація, кДж/м²·день | 8811             | 11573            | 14079            | 17734            | 21761            | 25774            | 25384            | 23109            | 19608            | 14358            | 10549            | 8401             |                  |
| --------------------------------------------- | ---------------- | ---------------- | ---------------- | ---------------- | ---------------- | ---------------- | ---------------- | ---------------- | ---------------- | ---------------- | ---------------- | ---------------- | ---------------- |
| Джерело:                                      |                  |                  |                  |                  |                  |                  |                  |                  |                  |                  |                  |                  |                  |